# Lewisham (borough)
Lewisham (London Borough of Lewisham) is een Engels district of borough in de regio Groot-Londen, gelegen in het zuiden van de metropool. De borough telt ruim 300.000 inwoners. De oppervlakte bedraagt 35 km². Het centrum van de borough is de gelijknamige wijk Lewisham met ongeveer 100.000 inwoners.

## Ligging
De borough Lewisham ligt in Zuid-Londen en behoort tot de twaalf boroughs van Inner London. Een klein deel van de borough ligt aan de rivier de Theems en grenst in het noorden aan Tower Hamlets. Oostelijk van Lewisham ligt Greenwich, aan de zuidzijde ligt Bromley en in het westen Southwark.

## Wijken in Lewisham
Lewisham bestaat uit 18 wards, die elk worden vertegenwoordigd door drie afgevaardigden in de Lewisham London Borough Council (54 zetels). Het administratieve centrum bevindt zich in Catford. Het echte centrum van de borough is de wijk Lewisham met bijna 100.000 inwoners, voortgekomen uit een middeleeuwse nederzetting. De belangrijkste wijken in de borough zijn:
- Bellingham
- Brockley
- Catford
- Crofton Park
- Deptford
- Forest Hill
- Hither Green
- Lee
- Lewisham (de centrale wijk)
- New Cross
- Sydenham

## Demografie
Van de bevolking is 11,0% ouder dan 65 jaar. De werkloosheid bedraagt 5,6% van de beroepsbevolking (cijfers volkstelling 2001).
In Lewisham is de grootste Vietnamese gemeenschap van Groot-Brittannië te vinden. Vietnamees is in dit gebied de op een na meest gesproken moedertaal. In de borough zijn veel Vietnamese verenigingen, winkels, restaurants en andere voorzieningen te vinden.

## Geboren
- Elsa Lanchester (1902-1986), actrice
- Omar Richards (1998), voetballer
- Josh Maja (1998), voetballer
- Ginger Baker (1939), drummer